# نبرد لینکلن (۱۲۱۷)
نبرد لینکلن (انگلیسی: Battle of Lincoln) دومین نبرد لینکلن در قلعه لینکلن و در تاریخ شنبه ۲۰ مه ۱۲۱۷ رخ داد، این نبرد در طول نخستین نبرد بارون‌ها و بین نیروهای لویی هشتم از فرانسه و کسانی که از پادشاه هنری سوم حمایت می‌کردند صورت گرفت، نیروهای لویی توسط یک نیروی امدادی و کمکی تحت فرمان ویلیام مارشال، نخستین ارل از پمبروک مورد حمله قرار گرفتند، توماس، کنت پرش فرمانده نیروهای فرانسوی کشته شد و لویی به ناچار پایگاه خود در جنوب شرقی انگلستان را از دست داد.

## پیش‌زمینه
در سال ۱۲۱۶ و در زمان نخستین نبرد بارون‌ها، موسوم به جنگ جانشینی انگلستان، پرنس لوئی وارد لندن شد و خودش را پادشاه انگلستان نامید، لوئی توسط تعدادی از بارون‌های مختلف انگلیسی که در مقابل پادشاهی و عمارت پرنس جان مقاومت می‌کردند حمایت میشد، جان در میانهٔ نبرد کشته شد و فرزند ۹ ساله‌اش هنری سوم توسط انگلیسی‌ها به عنوان جانشین او انتخاب گردید.
هنگامی که جان درگذشت، بسیاری از بارون‌ها در این زمان مایل به تغییر طرف مبارزه گشتند به این صورت که تصمیم گرفتند برای پادشاه جدید یعنی هنری در برابر ادعای شاهزاده لوئی ایستادگی کنند.